# Musée du Centre de recherches et de documentation du Sénégal à Saint-Louis
Le Centre de Recherche et de Documentation du Sénégal  (CRDS)  est  un  organisme public dépendant  du  Ministère  de l'Enseignement Supérieur, de la Recherche et de l'Innovation (Sénégal). Il  a  été  créé, en  1943, pendant la colonisation. Il était commun au Sénégal et à la Mauritanie, sous la dénomination de Centre IFAN-Sénégal-Mauritanie. En 1962 la Mauritanie se retire et le centre prend le nom de CRDS. Il est placé sous la tutelle du Ministère de l'Éducation nationale et récemment rattaché à l’université Gaston Berger de Saint-Louis en 2007 et sert de pôle pédagogique pour l'UFR CRAC (Civilisations, Religions, Arts et Communication) de l'université Gaston Berger. Le CRDS dernièrement a pris le nom de Centre Yoro Boly Dyao (1847-1919).

## Structure du CRDS
Le CRDS occupe un immeuble colonial, construit en 1954, à la pointe Sud de l’île de Saint-Louis.
Il abrite :
- Des services administratifs et de recherches.
- Une bibliothèque comprenant une salle de  lecture, une salle de documentation
- Un musée de Préhistoire, d’Histoire, d’arts et des traditions populaires et ses pièces annexes : magasin, photothèque,  salles  d’expositions temporaires, atelier d’animation.
- Un American Corner

Le personnel du CRDS se compose de la Directrice (Conservateur), de son adjointe (Conservateur, Chargée de la médiation), d’une secrétaire de direction, d'un chef des services administratifs - CSA, d'un conservateur de musée responsable des collections du Musée, d'une technicienne de musée, d'un responsable de la photothèque, d'un conservateur bibliothécaire, deux techniciens bibliothécaires, de quatre assistants bibliothécaires, d’un informaticien et de trois concierges, trois agents de sécurité.

## Musée

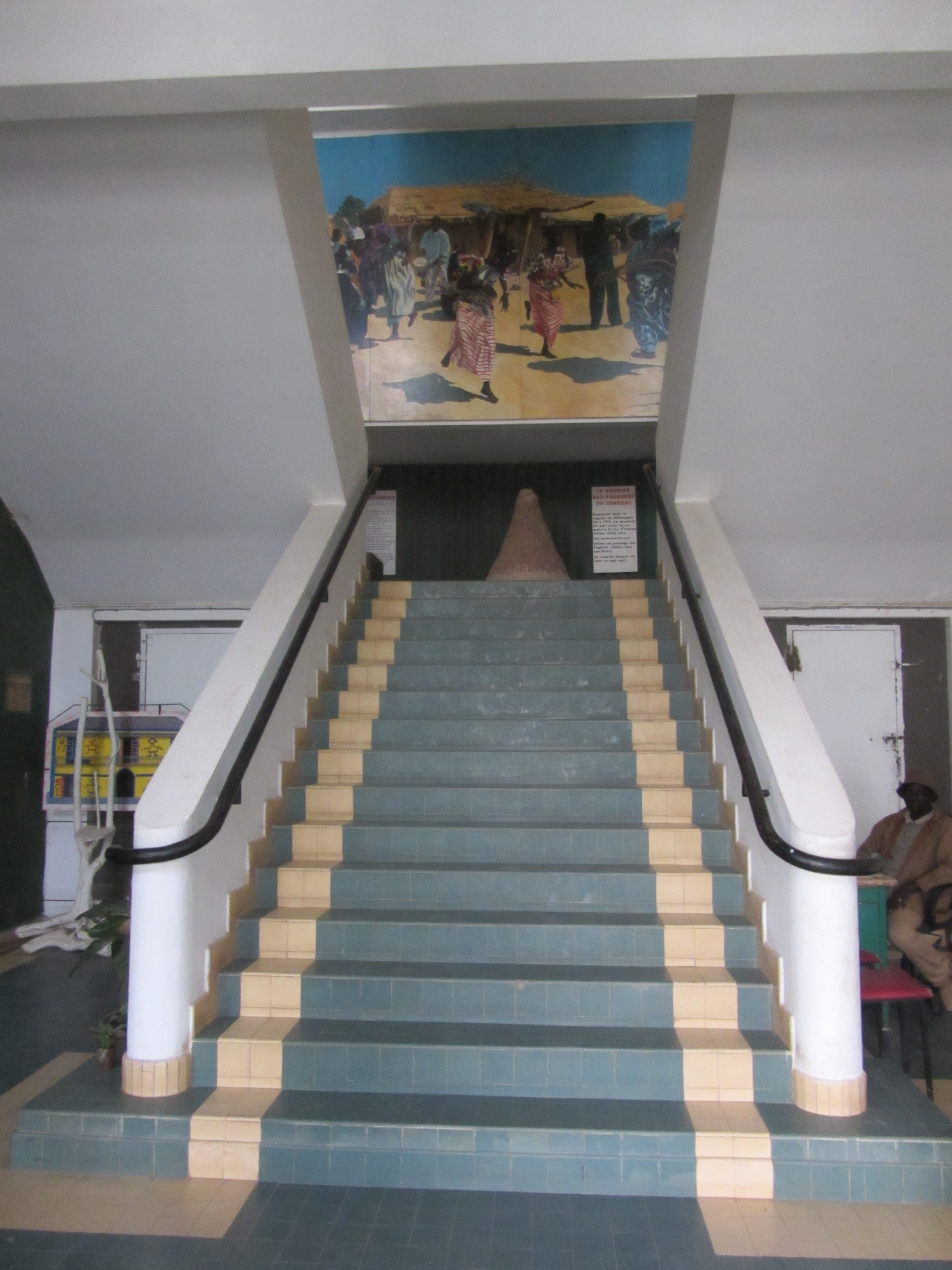
Escalier d'accès à l'étage

Le Musée du CRDS de Saint-Louis a été inauguré en 1956, restauré en 1972, et réhabilité une seconde fois en 1994 par la Communauté française de Belgique.
En 2017 le CRDS est inauguré une nouvelle fois à la suite du projet de réhabilitation du bâtiment réalisé avec la Coopération Espagnole.
C’est un musée de préhistoire, d’histoire, d’ethnographie, d’arts et de traditions populaires et du milieu naturel.
Le Musée comporte un hall d’entrée, un entresol, trois salles d’expositions et deux mezzanines, ces dernières sont réservées aux expositions temporaires, une grande réserve et une photothèque utilisées comme suit :
- L’espace Dr Guy Raoul Thilmans (chercheur passionné  d’histoire, d’ethnologie et archéologie qui a aménagé le musée historique de Gorée) est très fréquenté par les enseignants et leurs élèves car figurant dans les programmes des classes de 6e, 3e et seconde.
- Un Centre d'interprétation du patrimoine "Doomu diwàan u dex gi : les enfants de la vallée du fleuve".
- Les galeries d'expositions temporaires.
- La salle de projection de films.
- Le Musée dispose aussi d’une importante collection : objets ||Bassari (collection ADANDE et DUCHEMIN 1951 – 1956 répertorié dans le catalogue du Musée de l’Homme de Paris), objets d’art nègre et d’Histoire Naturelle, poupées anciennes en dépôt et diverses  pièces héritées des toutes premières expositions du Musée.
- La photothèque, riche de plus de 100.000 documents iconographiques constitués de photographies positives, de négatives, diapositives, sous-verres, plans, cartes, timbres, affiches, etc.

Des ateliers d’animation pour enfants, en arts plastiques, et d’initiation à l’artisanat pour adultes, en teinture, en batik, peinture sous-verre, sont périodiquement organisés.
Le CRDS de Saint-Louis est un lieu d'étude où ont séjourné des artistes contemporains tels que Dominique De Beir et un lieu de référence dont l’avis est souvent sollicité au sujet de tout ce qui touche au patrimoine, de ce fait il est le siège de N’DART qui est une Association de promotion de la culture et de l’artisanat dans la Vallée du Fleuve Sénégal.

## Bibliothèque

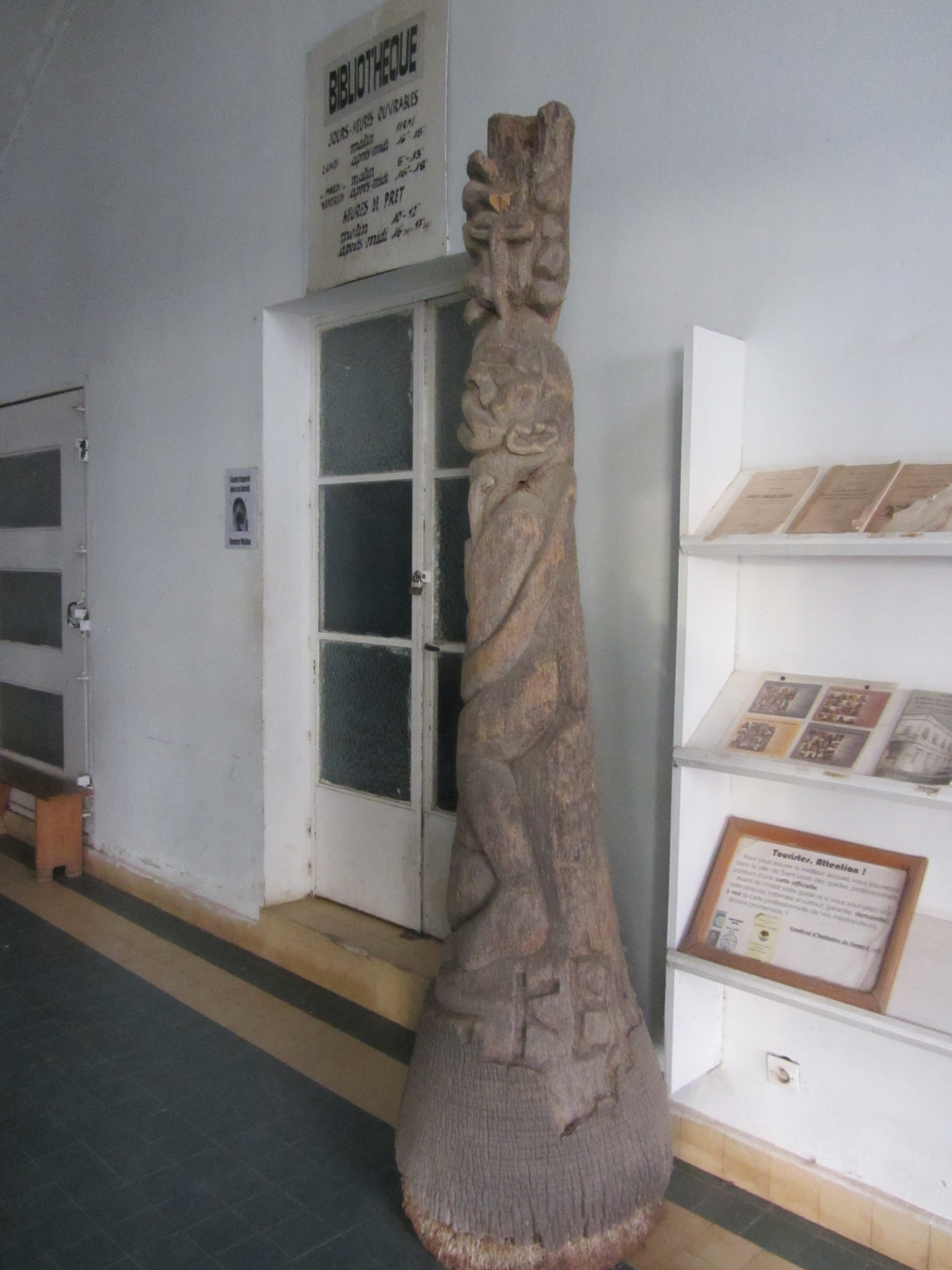
Sculpture à l'entrée de la bibliothèque

Première unité du CRDS, la bibliothèque est un héritage de la  Bibliothèque  de  la  Colonie  du Sénégal. Son  origine  remonte  à 1837. C’est l’une des plus anciennes bibliothèques coloniales des Côtes d’Afrique Noire. À cette époque, elle comptait  1900  volumes.
Réorganisée par le Gouverneur Faidherbe, elle  a  été  installée successivement au Palais de Justice, au  Fort (1859), puis au Conseil, ensuite au Conseil général avant de se retrouver définitivement au Centre Michel Adanson (1954). La bibliothèque dispose d’un fonds documentaire varié et riche de plus de 25.000 volumes dont 711 titres de périodiques morts et vivants.

### Domaines couverts
- Religion
- Littérature
- Histoire et Géographie
- Droit
- Linguistique
- Mathématiques
- Philosophie
- Art

La Bibliothèque conserve aussi 1.200 lots des archives du Tribunal colonial de Saint-Louis.